# Argas peringueyi
Argas peringueyi är en fästingart som beskrevs av C.L. Bedford och Hewitt 1925. Argas peringueyi ingår i släktet Argas och familjen mjuka fästingar. Inga underarter finns listade i Catalogue of Life.